# Bernhard von Jagow
Bernhard Erasmus von Jagow (* 2. April 1840 auf Gut Calberwisch (heute Ortsteil von Calberwisch); † 22. Dezember 1916 ebenda) war Gutsbesitzer und preußischer Politiker.

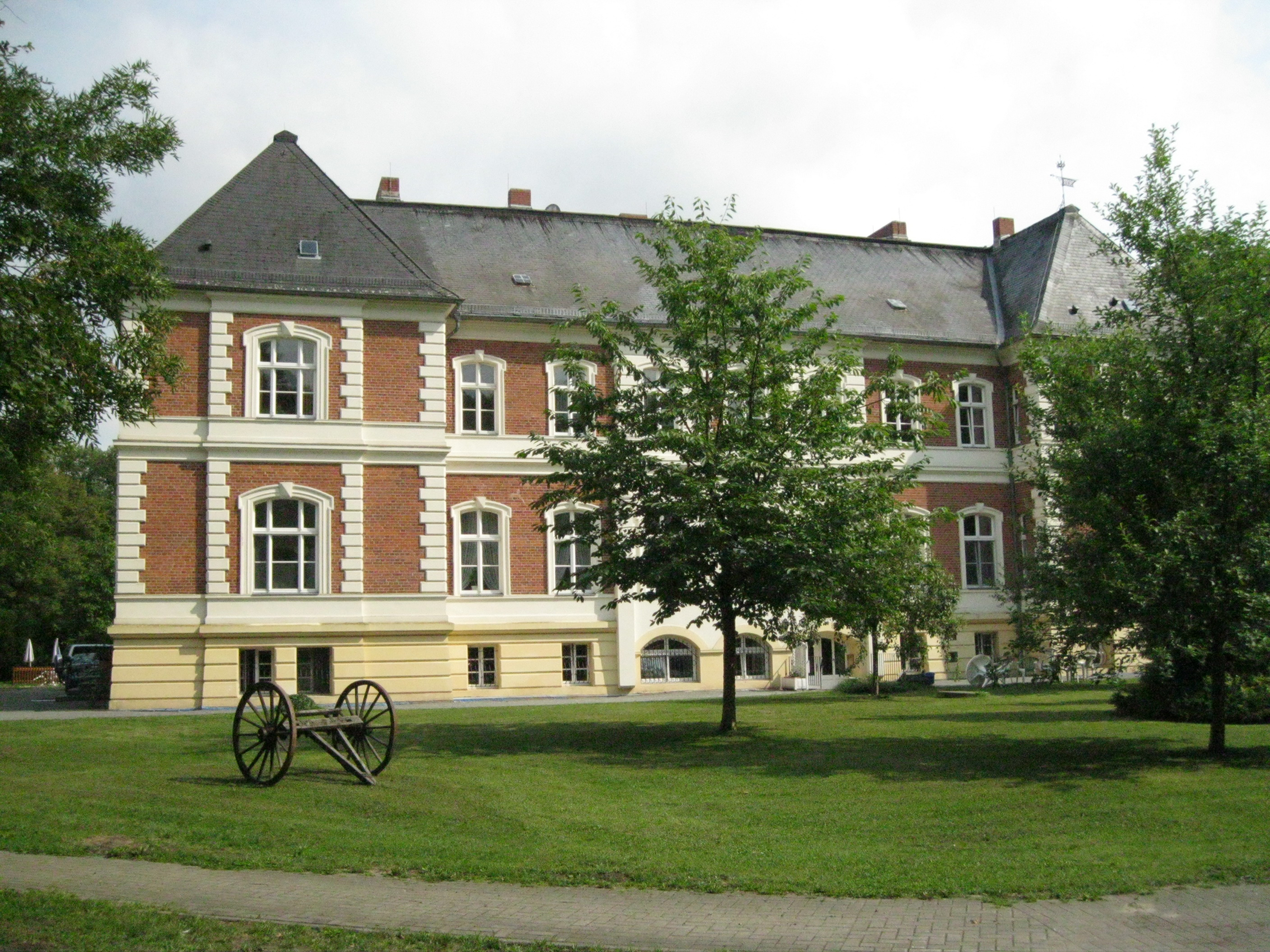
Schloss Calberwisch im 21. Jh.

## Herkunft
Er entstammte dem alten märkischen Adelsgeschlecht von Jagow, das 1243 erstmals urkundlich erwähnt und seit dem 14. Jahrhundert in der Altmark schlossgesessen ist, und war ein Sohn des Gutsbesitzers Eduard Ernst Alexander Leopold von Jagow (1804–1874), Gutsherr auf Calberwisch und Uchtenhagen (beide Landkreis Osterburg), und der Bernhardine, geborene von Kalben (1822–1900).
Sein Onkel war Friedrich von Jagow und sein Großvater Wilhelm von Jagow. Sein jüngster Bruder war Ernst von Jagow. Ein anderer Bruder, Eduard Georg von Jagow (* 1850), war mit einer Tochter des Generals Ewald Christian Leopold von Kleist (1824–1910) verheiratet.

## Familie
Jagow heiratete in erster Ehe am 19. Juli 1870 in Berlin Johanna Gräfin von Pourtalès (1850–1883), die Tochter des Gutsbesitzers Wilhelm Graf von Pourtalès, Gutsherr auf Tloskau und anderen (Böhmen), und der Charlotte Gräfin von Maltzan, Freiin zu Wartenberg und Penzlin. Das Paar hatte zwei Söhne und drei Töchter:
- Charlotte Bernhardine Louise (* 1872) ⚭ 1900 Lippold von Bredow (1869–1924), Herr auf Senzke
- Klaus Eduard (* 1873), preußischer Sekondeleutnant
- Irmgard Elisabeth (1875–1889)
- Henning Wilhelm (1877–1916), gefallen bei Vaux vor Verdun, Hauptmann d. R., Deichhauptmann
- Dorothea Christine (* 1879)

In zweiter Ehe heiratete er am 21. November 1886 in Wiesbaden Marie Anna Gräfin von Stillfried-Rattonitz (1846–1907), Tochter des preußischen Generalmajors Ludwig von Stillfried und Rattonitz (1790–1865) und der Luise Freiin von Thermo (1806–1892). Aus der Ehe ging die Tochter Johanna (Jenny) Marie Luise (1890–1972) hervor, die 1912 Karl-Wilhelm Freiherr Geyr von Schweppenburg (1882–1923) ehelichte.

## Leben
Jagow war preußischer Major, zuletzt Rittmeister und Eskadronchef im Regiment der Gardes du Corps und Gutsherr auf Calberwisch, sowie Uchtenhagen (heute Ortsteil von Walsleben). 1875 ließ er dort von dem Berliner Architekten Martin Gropius (1824–1880) und dem Baurat Schmieden ein neues Herrenhaus bauen. 1995 wurde das Herrenhaus restauriert, da es völlig heruntergekommen war. Er war außerdem seit 1873 Ehrenritter des Johanniterordens und Mitglied des Preußischen Herrenhauses, als Nachfolger des Kurt von Rohr. Tragisch waren in seinem Leben die Todesfälle beider Ehefrauen und der Tod seines zweiten Sohnes Henning bei Verdun am 11. März 1916. Gut Calberwisch fiel so an die Witwe des Henning von Jagow, an Getrud, geb. Edle von Paepcke-Quassel, später verheiratet mit dem a. o. Prof. an der Universität Berlin, Freiherr Karl von Patow-Gliechow.